# Katreus
Katreus là một chi bướm ngày thuộc họ Bướm nâu.